# Mychonia divaricata
Mychonia divaricata là một loài bướm đêm trong họ Geometridae.